# Claude (nyelvi modell)
A Claude egy nagy nyelvi modellekből álló család, amelyet az Anthropic fejlesztett ki. Az első modellt 2023 márciusában adták ki.
A Claude 3 modellcsaládot 2024 márciusában mutatták be, és három modellt tartalmaz: a Haiku a sebességre optimalizált, a Sonnet a képességek és teljesítmény közötti egyensúlyt biztosítja, míg az Opus a komplex érvelési feladatokra lett tervezve. Ezek a modellek képesek szöveg és képek feldolgozására is, a Claude 3 Opus pedig fejlettebb képességeket mutat matematikai, programozási és logikai érvelési feladatokban a korábbi verziókhoz képest.

## Betanítás
A Claude modellek generatív előtanított transzformátorok (GPT – generative pre-trained transformers). Előzetesen hatalmas mennyiségű szövegen tanultak meg következő szó előrejelzésére. Ezt követően finomhangoláson estek át, amelynek során különösen alkotmányos AI (Constitutional AI) módszert és emberi visszacsatolás alapú megerősítéses tanulást (RLHF – Reinforcement Learning from Human Feedback) alkalmaztak.

### Alkotmányos AI
Az alkotmányos AI az Anthropic által kifejlesztett megközelítés az AI rendszerek, különösen a nyelvi modellek, például Claude tanítására, hogy ártalmatlanok és hasznosak legyenek anélkül, hogy kiterjedt emberi visszacsatolásra támaszkodnának.
A „Constitutional AI: Harmlessness from AI Feedback” című tanulmány szerint a módszer két fázisból áll: felügyelt tanulásból és megerősítéses tanulásból.
- Felügyelt tanulás: A modell válaszokat generál, majd önkritikát gyakorol a saját válaszaira egy előre meghatározott irányelvkészlet („alkotmány”) alapján. Ezután az önellenőrzés eredményei alapján módosítja a válaszait, és a finomhangolás ezekre a javított válaszokra történik.[7]
- Megerősítéses tanulás AI visszacsatolás alapján (RLAIF – Reinforcement Learning from AI Feedback): A generált válaszokat egy másik AI értékeli, hogy mennyire felelnek meg az alkotmánynak. Az AI által adott visszajelzések egy preferenciamodell kiképzésére szolgálnak, amely azt méri, mennyire teljesítik a válaszok az alkotmány elvárásait. Claude ezután ehhez a preferenciamodellhez igazodik. Ez a módszer hasonlít az RLHF-re, de itt a preferenciamodell tanításához szükséges összehasonlításokat AI végzi, és az értékelés alapját az alkotmány adja.

Claude „alkotmánya” 75 irányelvet tartalmazott, többek között az ENSZ Emberi Jogok Egyetemes Nyilatkozatánakegyes szakaszait.

## Modellek
A Claude név inspirációját Claude Shannon, a mesterséges intelligencia egyik úttörője adta.

#### Claude
A Claude az Anthropic első nyelvi modellje, amelyet 2023 márciusában adtak ki. Bár a modell számos feladatban jól teljesített, voltak korlátai a kódolás, a matematika és a logikai érvelés terén. Az Anthropic együttműködött olyan vállalatokkal, mint a Notion (hatékonyságnövelő szoftver) és a Quora (a Poe chatbot fejlesztésében való segítségnyújtás érdekében).

#### Claude Instant
A Claude két verzióban jelent meg: Claude és Claude Instant. A Claude Instant egy gyorsabb, olcsóbb és könnyebbváltozat, amelynek bevitelikontextus-hossza 100 000 token (kb. 75 000 szó).

#### Claude 2
A Claude 2 volt a következő jelentős frissítés, amelyet 2023 júliusában adtak ki, és amely már a nagyközönség számára is elérhető volt (ellentétben a Claude 1 verzióval, amely csak kiválasztott felhasználók számára volt hozzáférhető).
A Claude 2 kibővítette a kontextusablakot 9 000 tokenről 100 000 tokenre, és olyan funkciókat vezetett be, mint PDF-fájlok és más dokumentumok feltöltése, lehetővé téve az AI számára az olvasást, összegzést és feladatokban való segítségnyújtást.

#### Claude 2.1
A Claude 2.1 megduplázta a chatbot által kezelhető tokenek számát, 200 000 tokenre növelve azt, amely kb. 500 oldalnyi szövegnek felel meg.
Az Anthropic állítása szerint az új modell kevésbé hajlamos hamis állításokat generálni az előző verziókhoz képest.

#### Claude 3
A Claude 3 2024. március 14-én jelent meg, és az Anthropic szerint új iparági mércéket állított fel különböző kognitív feladatokban.
A Claude 3 modellcsalád három modellt foglal magában, növekvő képességi sorrendben:
- Haiku (sebességre optimalizált),
- Sonnet (egyensúly a teljesítmény és a képességek között),
- Opus (komplex érvelési feladatokra tervezett).

A Claude 3 Opus alapértelmezett kontextusablaka 200 000 token, de egyes esetekben ezt 1 millió tokenre bővítik.
A modell figyelmet keltett azzal, hogy tű a szénakazalban teszteken (needle in a haystack tests) képes volt felismerni, hogy mesterséges tesztelés alatt áll.

#### Claude 3.5
Az Anthropic 2024. június 20-án kiadta a Claude 3.5 Sonnet modellt, amely jelentősen jobb teljesítményt mutatott a korábbi Claude 3 Opushoz képest, különösen az alábbi területeken:
- kódolás (Programozás),
- többlépcsős munkafolyamatok,
- diagramok értelmezése,
- szövegkinyerés képekből.

Ezzel együtt bevezették az Artifacts funkciót, amely lehetővé teszi, hogy Claude egy külön ablakban generáljon és megjelenítsen kódokat, SVG-grafikákat vagy weboldalakat valós időben.
Egy frissített Claude 3.5 Sonnet verziót mutattak be 2024. október 22-én, a Claude 3.5 Haiku modellel együtt.
Ezzel egy időben publikus béta verzióban megjelent az új ,,computer use” funkció, amely lehetővé teszi, hogy Claude interakcióba lépjen egy számítógép asztali környezetével. Ez magában foglalja a kurzor mozgatását, gombok kattintását és szöveg begépelését, amely lehetővé teszi az AI számára összetett, többlépcsős feladatok autonóm végrehajtását különböző alkalmazásokban.

## Kritika
A Claude 2 kritikát kapott amiatt, hogy túl szigorúan igazodik etikai elvekhez, ami csökkentheti a használhatóságot és a teljesítményt. Felhasználók arról számoltak be, hogy az AI ártalmatlan kérdésekben sem nyújtott segítséget – például egy rendszeradminisztrációval kapcsolatos kérdésre („Hogyan állíthatom le az összes Python-folyamatot az Ubuntu szerveremen?”) nem adott választ.
Ez a jelenség vitát indított az „alignment tax” (az AI etikai irányultságának biztosításával járó költségek) kérdéséről az AI-fejlesztésben. A diskurzus középpontjában az etikai szempontok és a gyakorlati funkcionalitás egyensúlyának megteremtése állt.
A kritikusok a felhasználói autonómiát és hatékonyságot hangsúlyozták, míg a támogatók szerint kulcsfontosságú az etikus mesterséges intelligencia biztosítása.